# Голубівка (заказник)
Голубі́вка — ботанічний заказник місцевого значення в Україні. Розташований у межах Прилуцького району Чернігівської області, вздовж західної, північної та східної околиці села Голубівка. 
Площа 207 га. Статус присвоєно згідно з рішенням Чернігівського облвиконкому від 27.07.1975 року № 319. Перебуває у віданні ДП «Прилуцьке лісове господарство» (Ладанське лісництво, кв. 119-125). 
Статус присвоєно для збереження кількох невеликих лісових масивів з цінними насадженнями дуба віком понад 40 років. У трав'яному покриві зростають яглиця звичайна, осока волосиста, зірочник лісовий, а також копитняк європейський, маренка запашна, медунка темна, фіалка дивна, куцоніжка лісова.